# Kołyma
Kołyma (ros. Колыма́) – rzeka w azjatyckiej części Rosji, w obwodzie magadańskim i Jakucji; długość 2129 km, długość ciągu rzecznego Kułu-Kołyma 2600 km; powierzchnia dorzecza 644 000 km²; średni roczny przepływ przy ujściu 3800 m³/s.
Powstaje z połączenia rzek Kułu i Ajan-Juriach; w górnym biegu płynie przez Góry Czerskiego opływając od południa wyższe pasma, przepływa przez Zbiornik Kołymski i zaporę Kołymskiej Elektrowni Wodnej, dalej płynie w kierunku północnym pomiędzy górami Czerskiego i Omsukczańskimi; następnie wschodnim skrajem Niziny Kołymskiej, opływając łukiem od zachodu Płaskowyż Jukagirski; uchodzi do Morza Wschodniosyberyjskiego deltą o powierzchni 3000 km².
Zasilanie śniegowo-deszczowe; zamarza od października do maja – czerwca; zimą tworzą się często zatory lodowe; rocznie niesie około 5,5 mln ton osadów. Żeglowna na długości około 2000 km od ujścia.
Na lewym brzegu rzeki znajduje się jedna z części Rezerwatu Magadańskiego.
Główne dopływy: Jasaczna, Zyrianka, Ożogina, Sededema (lewe) Korkodon, Omołon, Aniuj (prawe).
Główne miasto nad Kołymą: Sriedniekołymsk.